# Dirty Shirt
Dirty Shirt est un groupe de heavy metal roumain, originaire de Seini. Le groupe se sépare en 2000 et se reforme en 2004.

## Biographie

### Débuts (1995-2000)
En 1995, quatre jeunes musiciens de la ville Seini forment un projet musical baptisé Dirty Shirt. Mêlant des éléments de différents horizons musicaux (progressif, alternatif, power metal, punk hardcore...), le groupe se fait rapidement connaitre dans la scène underground roumaine. 
Le groupe participe à de nombreux concerts et festivals, de compétitions majeures, et est souvent récompensés, notamment dans la catégorie « Young Rock for Youngs » (2e place en 1996 dans la section rhythm 'n' blues/progressif), obtient le prix du « meilleur claviériste » (pour Mihai Tivadar), et le prix du Posada Rock. Leurs premières démos bénéficient également de commentaires positifs des médias spécialisés.
En 1998, Dirty Shirt remporte le grand prix du festival Top T Buzǎu. Puis ils enregistrent et publient leur premier album studio, intitulé Very Dirty chez Promusic Prod, en 2000,. Ne parvenant pas à se stabiliser, le groupe est contraint d'interrompre ses travaux pendant quelques années.

### Nouvelles activités (depuis 2004)
Malgré le fait que les membres du groupe soient « dispersés » dans de nombreuses régions à travers l'Europe, le groupe se reforme en 2004 avec une nouvelle direction musicale typée metal-indus-hardcore accompagné d'éléments folk, funk, et électro. Ils enregistrent immédiatement deux démos, Revolution en 2004 et Different en 2005. Le groupe expérimente un nouveau style musical félicité par certains critiques,,,,,,, et rejeté par d'autres,,,.
Dans les années suivantes, le groupe continue d'effectuer d'intenses tournées, avec des concerts en Roumanie, en Hongrie, en France et en Belgique. Dirty Shirt participe même à des tournées nationales avec des groupes internationaux tels que Tripod (France), Babylon Pression (France), Zeroscape (Canada), et Superbutt (Hongrie). Ils participent aussi à des festivals nationaux comme le Maximum Rock, Samfest, Rock la Mureș, Top T, East West Fest, et jouent avec Overkill, U.D.O., Crematory, Lake of Tears, Moonspell, Ektomorf, Lofofora, Watcha, Eths, et Black Bomb A.
En 2009, Dirty Shirt enregistre un nouvel album Same Shirt Different Day au studio Kallaghan à Vence (France), masterisé par Alan Douches (West West Side Music, SUA). L'album est publié en 2010 et bénéficie d'une critique positive, à la fois locale,, et internationale,,,,,.
La période 2010-2011 est probablement la plus intense dans l'histoire du groupe. Outre la tournée promotionnelle pour leur album en Roumanie, en Hongrie et en Allemagne (avec des concerts qui bénéficient de critiques élogieuses,,,) et leur diverses apparitions dans des festivals (comme le Samfest, le Route 68 SummerFest, Student Fest, Rockin Transilvania, Fraureuth OpenAir, et Dirty Fest), le groupe réalise trois clips (Pitbull, Manifest et East West), publie son premier album live en format DVD (Live in the Truck) et se qualifie pour les finales nationales des concours de musique majeurs en Roumanie : Global Battle of the Bands (2011), Wacken Metal Battle et le Festivalul Peninsula-Félsziget. 
Le 26 avril 2015, ils publient leur nouvel album, Dirtylicious.

## Style musical
Le groupe mêle metal industriel et punk hardcore. Le groupe mêle aussi certaines influences funk, electro, folk roumain et musique classique. Les paroles de leurs chansons sont en plusieurs langues: anglais, roumain, français, serbe et hongrois.

## Discographie

### Albums studio
- 2000 : Very Dirty
- 2010 : Same Shirt Different Day
- 2013 : Freak Show
- 2015 : Dirtylicious
- 2019 : Letchology
- 2022 : Get Your Dose Now!

### Albums live
- 2018 : FolkCore DeTour (enregistré le 1er avril 2017 à l'Arenele Romane (ro) de Bucarest

### DVD
- 2011 : Live in the Truck

### Démos
- 1996 : Alone
- 2000 : Contradicție
- 2004 : Revolution
- 2005 : Different
- 2007 : Povestea lui Sandu Porcu